# 대구 한국파워트레인 축구단
대구 한국파워트레인 FC(Daegu Korea Powertrain Football Club)는 대한민국 대구광역시에 있었던 축구 선수단이다. 한국파워트레인이 운영했던 아마추어 축구단이며, 2004년에 창단하고 2007년에 해단되었다. 대구월드컵경기장 보조경기장을 홈 경기장으로 사용했으며, 화성 신우전자처럼 병역특례업체로 선수를 선발하였다. 2008년 시즌부터 K3리그에서 빠지게 되었다.

## 시즌 결과
| 시즌 | 리그        | 순위 | 경기 | 승 | 무 | 패 | 득 | 실 | 승점 | FA컵 | 기타 | 감독   |
| ---- | ----------- | ---- | ---- | -- | -- | -- | -- | -- | ---- | ---- | ---- | ------ |
| 2007 | K3리그 전기 | 4    | 9    | 5  | 0  | 4  | 15 | 21 | 15   |      |      | 신기동 |
| 2007 | K3리그 후기 | 6    | 7    | 2  | 3  | 2  | 13 | 15 | 9    |      |      | 신기동 |
| 2007 | K3리그 통합 | 6    | 16   | 7  | 3  | 6  | 28 | 36 | 24   |      |      | 신기동 |

## 역대 감독
- 이기범(2007 ~ 2012)